# صندوق الإيداع والتدبير (المغرب)
صندوق الإيداع والتدبير  (CDG) هو صندوق تم إنشاؤه عام 1959 في أعقاب استقلال المغرب، شكل للسلطات العمومية المغربية منظمة لتأمين المدخرات الوطنية من خلال إدارة صارمة للودائع. وقد رافق صندوق الإيداع والتدبير  تطورا كبيرا منذ إنشائه قبل توسيع مهامه وتحديثه المستمر في كل وسائط عمله وتنظيمه.
على مر السنين، شكل صندوق الإيداع والتدبير حافزا للإستثمارات الطويلة الأمد مع تطوير خبرة فريدة من نوعها في تنفيذ المشاريع الكبرى. فمركزها العام وطبيعة الأموال الخاصة الموكلة إليها يتطلب دقة كبيرة في قواعد الإدارة واختيار الاستثمارات. فقد جمع بين مهمة مزدوجة من خلال تأمين المدخرات التي تم جمعها ودعم التنمية الاقتصادية في المملكة المغربية، حيث تعتبر هذه المهمة المزدوجة عنصراً أساسياً من هوية صندوق الإيداع والتدبير، تتلخص رسالتها في شعار: «العمل معا من أجل مغرب المستقبل».

## الإطار القانوني
1959
ظهير شريف رقم 1.59.074 الصادر في فاتح شعبان 1378 الموافق ل 10 فبراير 1959 بشأن أحداث صندوق اإليداع والتدبير‘.
1960
ظهير شريف رقم 1.59.350 في تقادم الودائع و الأمانات التي يتلقاها صندوق الايداع والتدبير.
2014
مرسوم رقم 2.14.289 صادر في 14 من رجب 1435 (14 ماي 2014) بتنظيم وتسيير الحساب المفتوح باسم الموثق بصندوق الإيداع والتدبير
2018
مقترح قانون بتغيير وتتميم الظهير الشريف رقم 1.59.074 بشأن إحداث صندوق الإيداع والتدبير كما تم تغييره وتتميمه.

## الرؤساء
| الإسم             | تاريخ التعيين  | تاريخ النهاية  |
| ----------------- | -------------- | -------------- |
| مامون الطاهري     | 1 أكتوبر 1959  | 8 يونيو 1965   |
| أحمد بناني        | 8 يونيو 1965   | 19 سبتمبر 1966 |
| أحمد بنكيران      | 20 سبتمبر 1966 | 18 يناير 1968  |
| حسن عبابو         | 18 يناير 1968  | 31 مايو 1970   |
| عبد الكامل الرغاي | 31 مايو 1970   | 25 يوليو 1974  |
| مفضل لحلو         | 25 يوليو 1974  | 23 أبريل 1995  |
| خاالد القادري     | 23 أبريل 1995  | 2 أغسطس 2001   |
| مصطفى باكوري      | 2 أغسطس 2001   | 13 يونيو 2009  |
| أنس هوير العلمي   | 13 يونيو 2009  | 29 يناير 2015  |
| عبد اللطيف زغنون  | 29 يناير 2015  | 13 يوليو 2022  |
| خالد سفير         | 13 يوليو 2022  |                |